# 김돈희 (서예가)
김돈희(金敦熙, 1871년 ~ 1936년)는 대한제국의 관료 겸 일제강점기의 서예가로 자는 공숙(公叔), 호는 성당(惺堂)이며 본관은 경주이다.

## 생애
소년 시절에는 안진경(顔眞卿)의 서체를 공부했고 만년에는 황정견(黃庭堅)의 행서를 숭상했다. 대한제국 시기에 법부 주사와 검사, 중추원 촉탁을 역임했다.
1918년 서화협회 발기인으로 참여했으며 1921년 제4대 서화협회장으로 선임되었다. 1923년 제2회 조선미술전람회에서 서부(書部, 서예부) 심사원으로 참여했다. 그의 서체는 선전(鮮展)의 서도부에서 대단한 영향력을 행사하여 한국인·일본인 서예가를 가림없이 그의 서체, 특히 오체(五體, 전서(篆書)·예서(隷書)·해서(楷書)·행서(行書)·초서(草書))를 추종하는 사람이 많았다.
만년에는 상서회(尙書會)를 창설하여 후진 양성에 힘썼으며 이 상서회를 통하여 다량으로 생산해 낸 그의 서풍은 한 시대를 풍미했고 일본서(日本書)와도 통하여 일인들 사이에서도 호감을 불러일으켰다. 대표 작품으로 〈출사표(出師表)〉, 〈장진주(將進酒)〉 등이 있다.